# Dortmund
Dortmund  (in basso tedesco Düörpm) è una città extracircondariale di 586 852 abitanti della Renania Settentrionale-Vestfalia, in Germania. È il centro maggiore della regione della Ruhr, e il terzo (dopo Colonia e Düsseldorf) del Land.

## Geografia fisica

### Territorio
Dortmund sorge nella parte orientale della regione industriale della Ruhr, una megalopoli di 5,3 milioni di abitanti formata da undici città autonome. Dortmund confina con due città autonome (Bochum e Hagen) e dieci municipalità (Castrop-Rauxel, Waltrop, Lünen, Kamen, Unna, Holzwickede, Schwerte, Herdecke e Witten).
Il fiume Ruhr scorre a sud della città mentre il territorio comunale è interessato dal corso del fiume Emscher e del canale Dortmund-Ems, che unisce il Mare del Nord a Dortmund. Nonostante l'intensa industrializzazione ed il suo passato di centro minerario, Dortmund è conosciuta come la Metropoli verde della Ruhr: in città vi sono numerosi parchi e nei dintorni si possono trovare diversi boschi e corsi d'acqua.

## Storia
Dortmund viene citata per la prima volta in un documento, datato 880, come un piccolo villaggio chiamato Throtmanni. Distrutta da un incendio, nel 1152 venne ricostruita per volontà di Federico Barbarossa che, per due anni, vi fissò la sua residenza. Grazie alla sua posizione su una delle principali arterie regionali, Dortmund iniziò ad assumere un ruolo sempre più rilevante nell'area. Nel 1202 ottenne i diritti municipali. Nel 1220 divenne città libera dell'Impero e, sempre in quegli anni, divenne un importante centro anseatico. Con la crescita dei commerci a lunga distanza, l'economia della città iniziò a svilupparsi in più direzioni. Infatti, accanto ad una florida industria tessile, a partire dal XIV secolo iniziarono ad essere sfruttati i grandi giacimenti carboniferi limitrofi alla città.
Nel 1661 un terremoto distrusse la Reinoldikirche. Con l'annessione al regno di Prussia, Dortmund fu inglobata all'interno della Provincia di Vestfalia, nel Distretto governativo di Arnsberg. Nel corso del XVIII secolo l'economia della città subì una fase di ristagno e progressivamente decadde. Nel secolo successivo, con l'industrializzazione della Prussia, Dortmund divenne uno dei principali centri di estrazione del carbone e di produzione dell'acciaio del bacino della Ruhr. Grazie alla nascita dei nuovi stabilimenti industriali e alla costruzione delle ferrovie la popolazione di Dortmund crebbe a livelli vertiginosi. Se infatti nel 1875 gli abitanti erano solo 57 742, trent'anni dopo erano diventati ben 379 950.
Nel corso del Putsch di Kapp del 1920 Dortmund fu uno dei centri di resistenza alle forze golpiste, mentre gli operai delle fabbriche della città costituirono un'Armata Rossa per combattere i freikorps. Nel 1938 la sinagoga locale venne distrutta. Nel corso dell'Aktion T4, i pazienti disabili dell'ospedale cittadino vennero trasferiti alla clinica Hadamar, all'interno della quale venivano perpetrate pratiche di eugenetica. Con lo scoppio della seconda guerra mondiale Dortmund, per via delle sue industrie e delle sue raffinerie iniziò ad essere colpita da una serie di pesanti bombardamenti aerei. Particolarmente devastante fu quello del 13 marzo 1945, quando 1 108 bombardieri distrussero il 98% degli edifici del centro storico. Alla fine del conflitto il 66% di tutti gli edifici della città risulterà distrutto. La città venne conquistata dalla novantacinquesima divisione dell'esercito statunitense il 12 aprile 1945.
Nel dopoguerra furono ricostruiti alcuni tra i suoi monumenti più importanti, furono aperti parchi pubblici e giardini mentre l'industria locale si specializzò nel settore dell'hi-tech.

## Monumenti e luoghi d'interesse
- Westfalenhallen
- Konzerthaus di Dortmund

### Architetture religiose
- Chiesa di San Rinaldo (Reinoldikirche): dedicata al patrono della città, fu costruita tra il 1250 ed il 1270.
- Chiesa di San Pietro: costruita nel 1322, ospita al suo interno un altare ligneo scolpito del 1521 noto come Miracolo dorato di Dortmund.
- Chiesa di Santa Maria: eretta tra il 1170 ed il 1200, venne ricostruita dopo la seconda guerra mondiale.

## Cultura

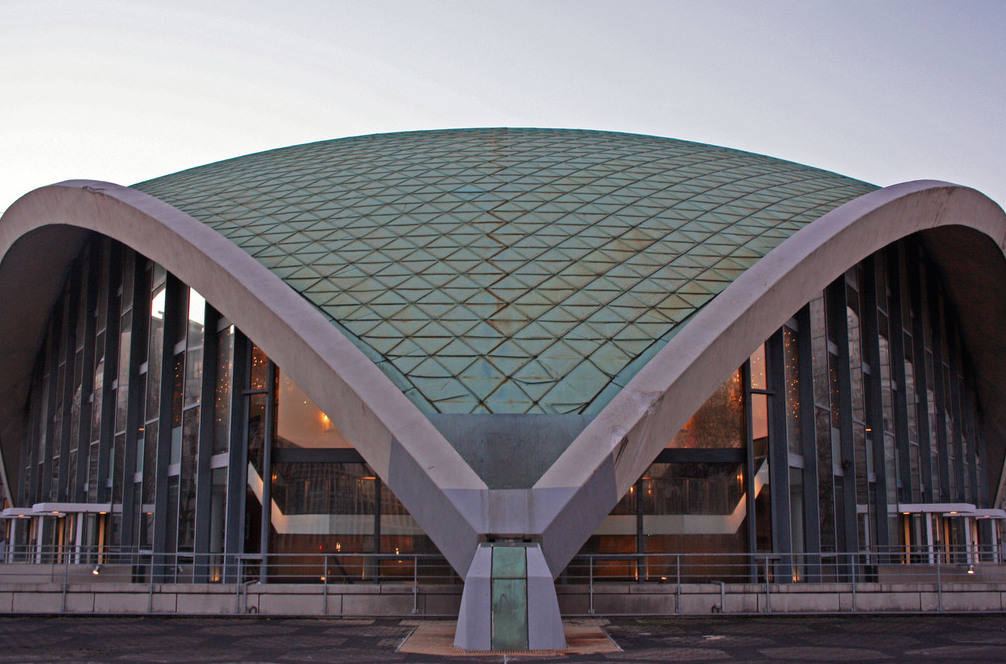
Il teatro

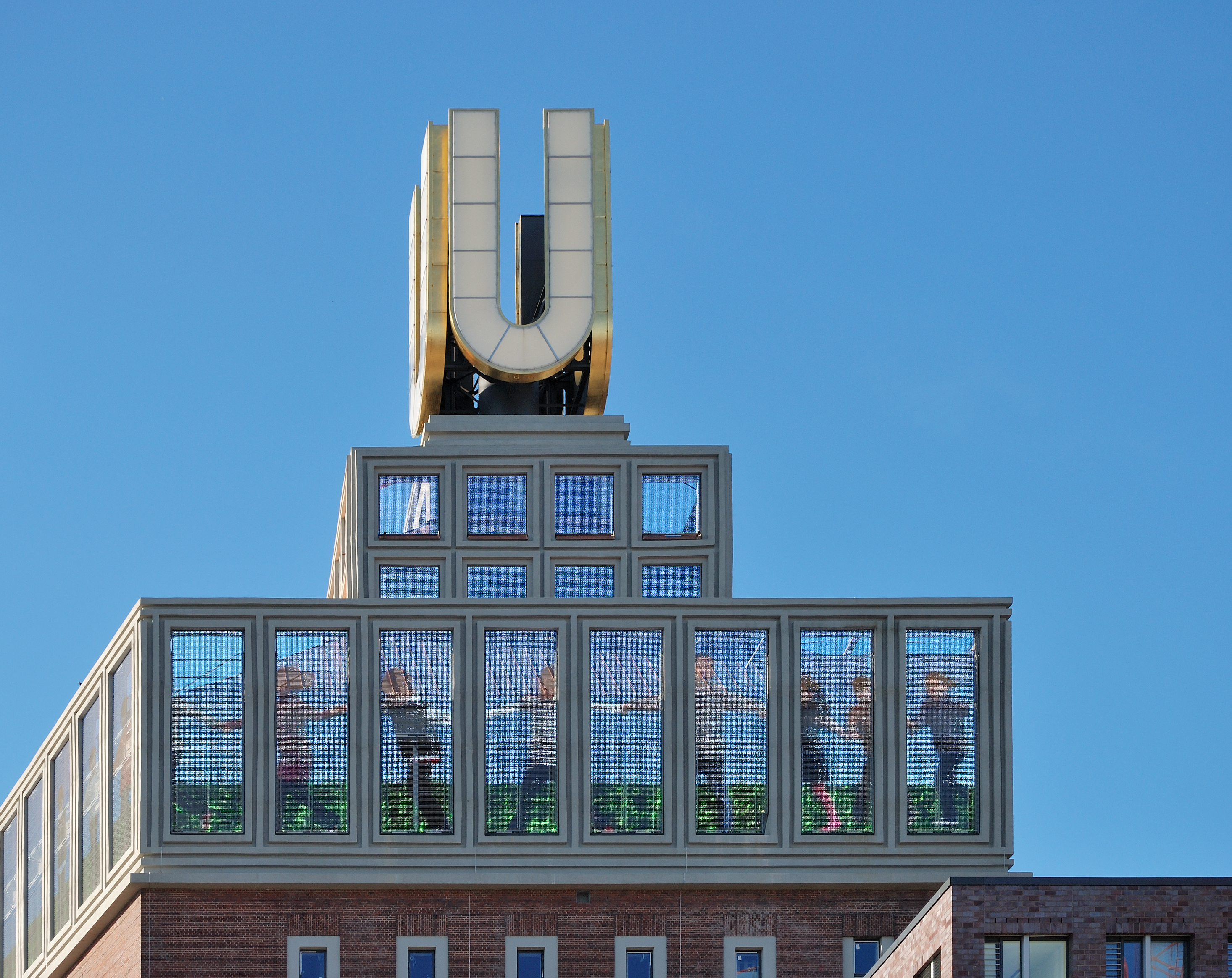
U-Turm - In precedenza fabbrica di birra, ora centro culturale e museo

La città ospita l'importante Università tecnica di Dortmund e l'Università delle Scienze applicate e delle Arti.
Di rilievo è la presenza della Konzerthaus (il palazzo dei concerti).

### Musei
- Deutsches Fußballmuseum

## Geografia antropica

### Suddivisioni amministrative

Mappa dei distretti urbani

La città di Dortmund è divisa in 12 distretti urbani (Stadtbezirk):
- Aplerbeck
- Brackel
- Eving
- Hombruch
- Hörde
- Huckarde
- Innenstadt-Nord
- Innenstadt-Ost
- Innenstadt-West
- Lütgendortmund
- Mengede
- Scharnhorst

## Economia
Storicamente centro dell'industria pesante, Dortmund è diventata anche sede di medie imprese di information technology, spesso legate ai programmi della città e dell'università locale Technologie-Zentrum Dortmund. Esiste una stretta collaborazione tra la città, gli istituti di ricerca pubblici e privati e le aziende, allo scopo di proporre varie innovazioni sul mercato.
Nel 2009 Dortmund è stata annoverata tra i maggiori centri per l'innovazione tecnologica in Europa, tanto è vero che è sede dell'Archivio microfilmato della stampa di lingua tedesca.

## Infrastrutture e trasporti

### Ferrovie
La stazione di Dortmund Hauptbahnhof è il terzo snodo ferroviario della Germania. Regolari collegamenti con le altre città tedesche sono operati dai convogli della Deutsche Bahn e dai treni InterCity sempre di quest'ultima compagnia. La stazione di Dortmund è raggiunta anche dai treni ad alta velocità Thalys che la collegano ad Amsterdam, Bruxelles e Parigi.
Il trasporto suburbano è effettuato dalle linee S1, S2, S4 ed S5 del sistema S-Bahn Reno-Ruhr.

### Mobilità urbana
La città è servita da una rete di Stadtbahn, costituita di 8 linee provenienti dalla trasformazione delle vecchie linee tranviarie.

### Trasporti aerei
La città è servita dall'Aeroporto di Dortmund situato ad 13 chilometri ad est, presso la cittadina di Holzwickede.

### Trasporti fluviali
Dortmund è dotata di un porto fluviale costruito sul canale Dortmund-Ems, la via d'acqua che unisce la cittadina tedesca al mare del Nord.

## Amministrazione

### Gemellaggi
- Amiens, dal 1960
- Leeds, dal 1969
- Buffalo, dal 1977
- Rostov-sul-Don, dal 1978
- Natanya, dal 1980
- Novi Sad, dal 1981
- Zwickau, dal 1988
- Xi'an, dal 1991
- Trebisonda, dal 2013

## Sport
La squadra di calcio locale è il Borussia Dortmund. Gioca le sue partite interne al Signal Iduna Park che, con la sua capacità di 81 359 spettatori, è il più grande stadio della Germania.
Nel 2006 è stato scelto dalla Federazione calcistica tedesca per ospitare alcune partite dei Mondiali di calcio, tra cui la semifinale Germania-Italia (0-2) del 4 luglio.